# Witkaakweidespreeuw
De witkaakweidespreeuw (Sturnella magna) is een zangvogel uit de familie Icteridae (troepialen).

## Kenmerken
De onderdelen zijn geel met een opvallende, V-vormige zwarte band. De rug is bruingevlekt. De lichaamslengte bedraagt 34 cm.

## Verspreiding en leefgebied
Deze soort telt veertien ondersoorten:
- S. m. magna: zuidoostelijk Canada en de centrale en oostelijke Verenigde Staten.
- S. m. argutula: zuidelijk-centrale en zuidoostelijke Verenigde Staten.
- S. m. hoopesi: zuidelijk Texas (zuidelijk-centrale Verenigde Staten) en noordoostelijk Mexico.
- S. m. saundersi: zuidoostelijk Oaxaca (zuidelijk Mexico).
- S. m. alticola: van zuidelijk Mexico tot Costa Rica.
- S. m. mexicana: van zuidoostelijk Mexico tot Belize en Guatemala.
- S. m. griscomi: noordelijk Yucatán (zuidoostelijk Mexico).
- S. m. inexspectata: Honduras en noordoostelijk Nicaragua.
- S. m. subulata: Panama.
- S. m. meridionalis: van het noordelijk deel van Centraal-Colombia tot noordwestelijk Venezuela.
- S. m. paralios: noordelijk Colombia en noordelijk en centraal Venezuela.
- S. m. praticola: oostelijk Colombia, zuidelijk Venezuela en Guyana.
- S. m. quinta: Suriname, Frans-Guyana en noordoostelijk Brazilië.
- S. m. hippocrepis: Cuba.

De habitat van deze vogel bestaat uit open velden en vlakten.